# Paracuellos (kommunhuvudort)
Paracuellos är en kommunhuvudort i Spanien.   Den ligger i provinsen Provincia de Cuenca och regionen Kastilien-La Mancha, i den centrala delen av landet, 180 km öster om huvudstaden Madrid. Paracuellos ligger 922 meter över havet och antalet invånare är 157.
Terrängen runt Paracuellos är platt åt sydväst, men åt nordost är den kuperad. Runt Paracuellos är det mycket glesbefolkat, med 7 invånare per kvadratkilometer. Närmaste större samhälle är Motilla del Palancar, 18,7 km sydväst om Paracuellos. Omgivningarna runt Paracuellos är i huvudsak ett öppet busklandskap.